# Diecezja Gaoua
Diecezja Gaoua – diecezja rzymskokatolicka w Burkina Faso. Powstała w 2011.

## Biskupi diecezjalni
- Bp Modeste Kambou (od 2011)